# Chaff (măsură antiradar)

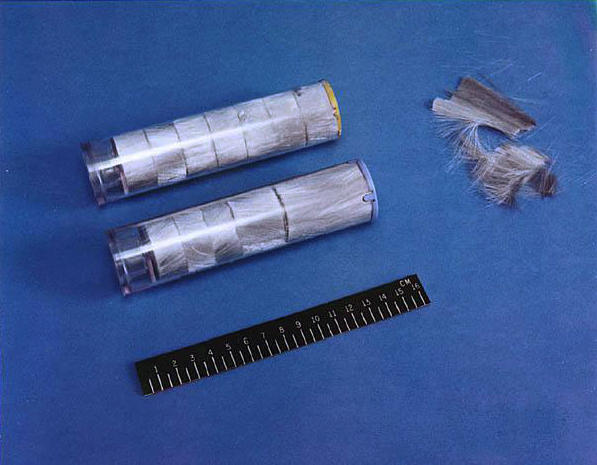
Piese antiradar și containerele navelor americane moderne RR-144 (partea superioară) și RR-129 (jos). Rețineți cum fâșiile de aluminiu (chaff) ale navei RR-129 (partea dreaptă) au lățimi diferite, în timp ce cele ale navei RR-144 (partea stângă) au aceeași lățime. RR-144 este proiectată pentru a preveni interferențele cu sistemele de radar ATC civile.

Chaff (din engleză, însemnând pleavă) denumit inițial Window de către britanici și Düppel de către germani în epoca celui de-al Doilea Război Mondial (după numele suburbiei Berlinului unde a fost dezvoltată prima dată), este o măsură anti-radar prin care aeronavele sau alte ținte răspândesc un nor de mici și subțiri fâșii din aluminiu sau de fâșii metalizate din fibră de sticlă sau din plastic, care apar ca un grup de ținte primare, inundând ecranele radarelor cu multe puncte luminoase. 
Forțele armate moderne folosesc chaff-urile (în aplicații navale, de exemplu, folosind rachete SRBOC cu rază scurtă de acțiune) pentru a distrage rachetele ghidate de radar de la țintele lor. Majoritatea aeronavelor militare și a navelor de război au astfel de sisteme de autoapărare. O rachetă balistică intercontinentală poate elibera, în faza sa medie, mai multe focoase independente, precum și auxiliare de penetrare, cum ar fi baloanele-momeală și chaff-urile. 
Sistemele moderne de radar pot distinge chaff-urile de țintele reale prin măsurarea efectului Doppler; chaff-urile pierd rapid viteză comparativ cu o aeronavă și arată astfel o schimbare caracteristică a frecvenței care permite filtrarea acesteia. Acest lucru a dus la noi tehnici în care chaff-urile sunt iluminate în continuare de un semnal suplimentar din vehiculul țintă cu frecvența Doppler corespunzătoare. Această tehnică este cunoscută sub denumirea de JAFF (de la jammer = bruiaj plus chaff) sau CHILL (chaff iluminat). 

## Al Doilea Război Mondial

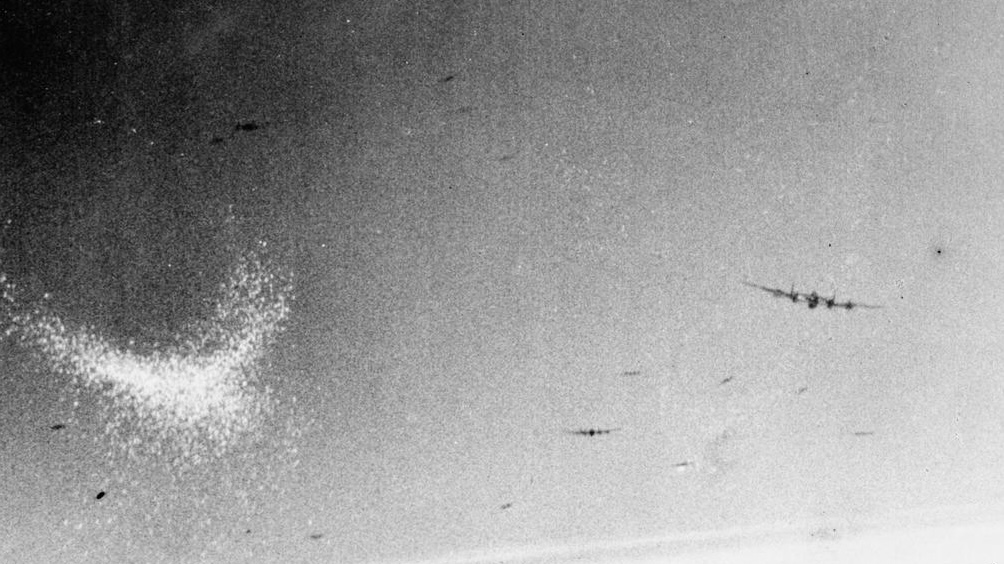
Chaff-uri răspândite de un avion britanic Lancaster (norul alb în formă de semilună din stânga imaginii) peste orașul german Essen, în timpul unui atac cu o mie de bombardiere.

Ideea de a folosi chaff-urile s-a dezvoltat independent în Regatul Unit, Germania, Statele Unite și Japonia. În 1937, cercetătorul britanic Gerald Touch, în timp ce lucra cu Robert Watson-Watt pe radar, a sugerat că firele de sârmă suspendată din baloane sau parașute ar putea copleși un sistem de radar cu ecouri false iar R.V. Jones a sugerat că piesele de folie de metal plouând din cer ar putea avea același efect. La începutul anului 1942, un cercetător din cadrul Institutului de Cercetare a Telecomunicațiilor (TRE), numit Joan Curran, a investigat ideea și a creat o schemă pentru aruncarea pachetelor de benzi de aluminiu din aeronave pentru a genera un nor de ecouri false. O idee timpurie a fost folosirea de coli de dimensiunea unei pagini de caiet; acestea ar fi tipărite astfel încât să servească și ca pliante de propagandă. S-a constatat că cea mai eficientă versiune a fost aceea a benzilor de hârtie neagră cu suport de folie de aluminiu, exact 27x2 cm și ambalate în pachete cu o greutate de 450g. Șeful TRE, A.P. Rowe, a numit dispozitivul Window (fereastră). În Germania, cercetări similare au dus la dezvoltarea tehnicii Düppel. Odată ce britanicii au trecut ideea în SUA prin Misiunea Tizard, Fred Whipple a dezvoltat un sistem de distribuire a benzilor pentru USAAF, dar nu se știe dacă aceasta a fost vreodată folosită. 
Sistemele foloseau același concept de benzi mici din aluminiu (sau fire) tăiate la jumătate din lungimea de undă a radarului țintă. Când sunt lovite de radar, astfel de fâșii de metal rezonează și re-radiază semnalul. Apărării inamice i-ar fi aproape imposibil să distingă aeronava de ecourile cauzate de chaff-uri. Alte tehnici anti-radar au inclus dispozitive de bruiaj în aer, cu numele de cod Mandrel, Piperack și Jostle. Ignorarea amplorii cunoașterii principiului de către forța aeriană inamică i-a determinat pe planificatori să judece că este prea periculos să o folosească, deoarece adversarul ar putea să o copieze și să o folosească la rândul lui. Principalul consilier științific al guvernului britanic, profesorul Lindemann, a subliniat că, dacă Royal Air Force (RAF) l-ar folosi împotriva germanilor, Luftwaffe l-ar copia rapid și ar putea lansa un nou Blitz. Acest lucru a cauzat îngrijorare în Comanda de luptă RAF și în Comanda antiaeriană, care a reușit să suprime utilizarea sistemului Window până în iulie 1943. S-a considerat că noua generație de radare centimetrice de care dispunea Fighter Command va face față represaliilor Luftwaffe germane. 

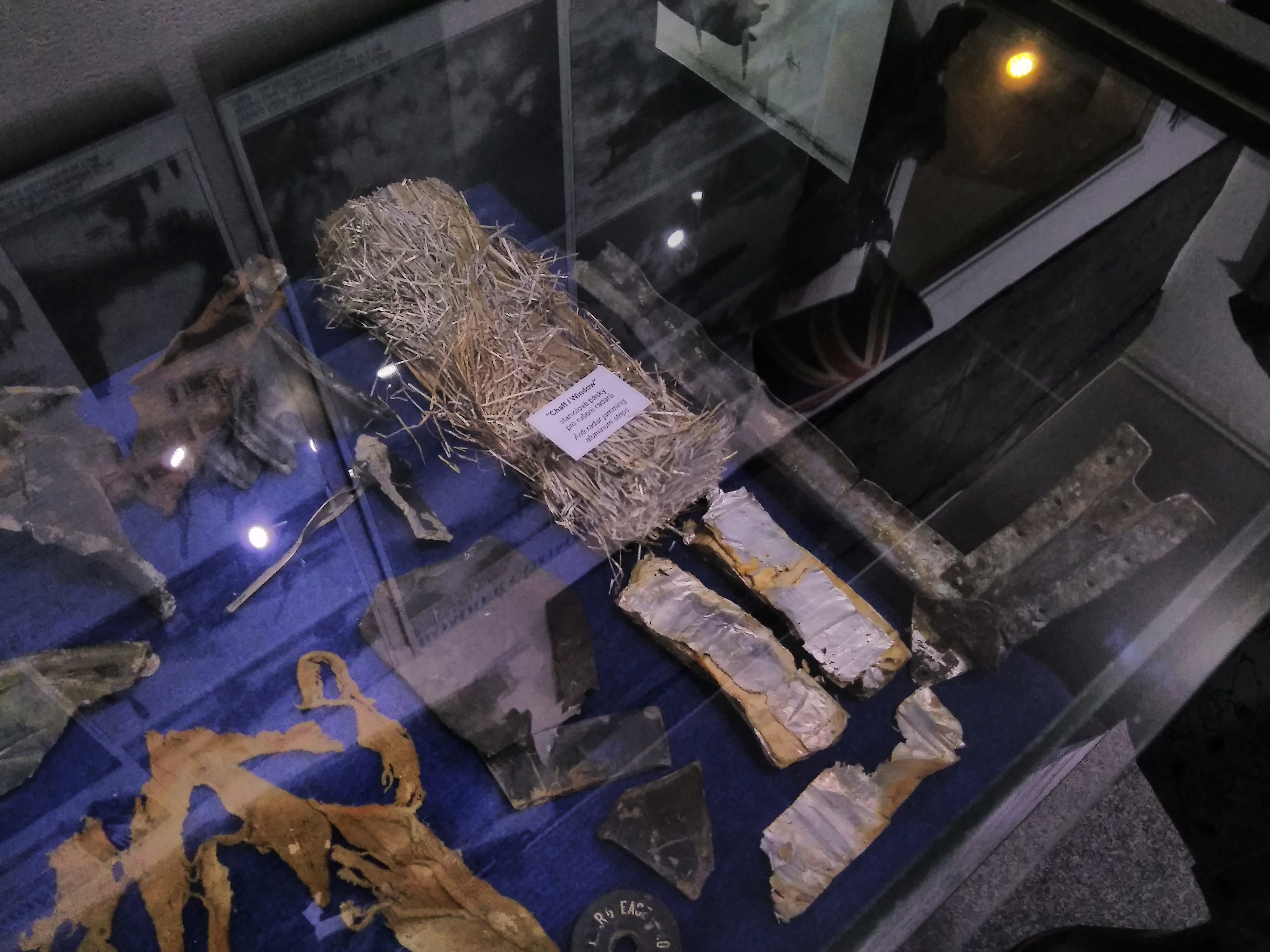
Două forme de anti-radar „Window” RAF: sârmă de aluminiu tocat și hârtie pe suport de folie de aluminiu.

Examinarea echipamentelor radar de la Würzburg, capturate și aduse în Marea Britanie în timpul operațiunii Biting (februarie 1942) a dezvăluit britanicilor că toate radarele germane funcționau doar pe trei intervale de frecvență, ceea ce le făcea vulnerabile la bruiaj. „Bombardierul” Harris, comandant-șef al Comandamentului Bomber RAF, a obținut în cele din urmă aprobarea să folosească Window ca parte a operațiunii Gomorraconstând în atacuri de incendiere a Hamburgului. Douăzeci și patru de echipaje au fost antrenate să arunce pachetele de benzi de hârtie aluminizată (hârtia tratată a fost folosită pentru a reduce greutatea și a maximiza timpul în care benzile rămân în aer, prelungind efectul). Rezultatele s-au dovedit spectaculoase. Reflectoarele de căutare germane ghidate de radar au rătăcit fără rost pe cer. Tunurile antiaeriene au tras la întâmplare sau deloc, iar avioanele de luptă nocturne, având ecranele radarelor inundate cu ecouri false, nu au reușit mai deloc să găsească traseul bombardierelor. După o săptămână de atacuri aeriene, aliații au devastat o vastă zonă din Hamburg, acțiune soldată cu peste 40.000 de morți din rândul civililor și cu pierderea a doar 12 din cele 791 de bombardiere britanice, în prima noapte. 

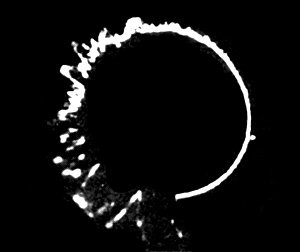
Efectul chaff-ului pe displayul unui radar. Efectul bruiajului apare în jumătatea „zimțată” din stânga a inelului circular, în contrast cu afișajul normal „neted” din jumătatea dreaptă a cercului, cu o țintă reală în poziția de la ora 3. Pe partea stângă, cea bruiată, adevărata „țintă” ar fi fost nereperabilă.

Deși la început fâșiile de metal i-au uluit pe civilii germani, oamenii de știință germani știau exact ce erau ele - Düppel -, dar se abțineau să-l folosească pentru aceleași motive invocate de Lindemann în fața britanicilor. Timp de peste un an a durat situația ciudată în care fiecare parte a conflictului știa să folosească chaff-urile pentru a bloca radarul celeilalte părți, dar s-a abținut de frica replicii de același fel a adversarului. Window i-a făcut incapabili pe piloții avioanelor de luptă Himmelbett (în germană, baldachin), controlate la sol de linia Kammhuber, să-și urmărească țintele pe cerul nopții. La fel s-a întâmplat și cu versiunile timpurii ale seriei UHF ale radarelor Lichtenstein cu interceptare aeriană; ele au devenit inutile (în urma capturării de către britanici a unui avion de luptă nocturn tip Ju 88R-1, în mai 1943), nemaiputând ghida tunurile și reflectoarele antiaeriene. Oberst Hajo Herrmann a dezvoltat Wilde Sau (în germană, scroafa-mistreț) pentru a face față lipsei de orientare precisă la sol și a dus la formarea a trei noi tipuri de aripi de avion de luptă pentru a utiliza tacticile numerotate JG 300, JG 301 și JG 302. Operatorii de la sol dirijau prin radio avioanele cu un singur scaun nocturne spre zonele în care concentrațiile de chaff-uri erau mai mari (ceea ce ar fi indicat sursa chaff-urilor) pentru ca piloții de luptă să vadă țintele. Câteva dintre avioanele monoloc aveau dispozitivul FuG 350 Naxos (care a fost primul sistem de radar de scanare de la sol) pentru a detecta emisiile bombardierelor H2S. 
La șase săptămâni după raidul devastator asupra Hamburgului, Luftwaffe a folosit Düppel cu fâșii de 80x1,9 cm în timpul unui raid în noaptea de 7/8 octombrie 1943. În atacurile din 1943 și în „mini-blitz-ul” operațiunii Steinbock între februarie și mai 1944, Düppel a permis din nou bombardierelor germane să încerce operațiuni asupra Londrei. Deși teoretic eficient, numărul mic de bombardiere, în special în raport cu marea forță de luptă pe timp de noapte a RAF britanic, Düppel a eșuat din start. Avioanele de luptă britanice au reușit să se ridice în mare număr și au reperat adesea bombardierele germane, în ciuda sistemului Düppel. Germanii au obținut rezultate mai bune în timpul raidului aerian de la Bari, în Italia, la 2 decembrie 1943, când radarele aliate au fost înșelate prin utilizarea lui Düppel. 

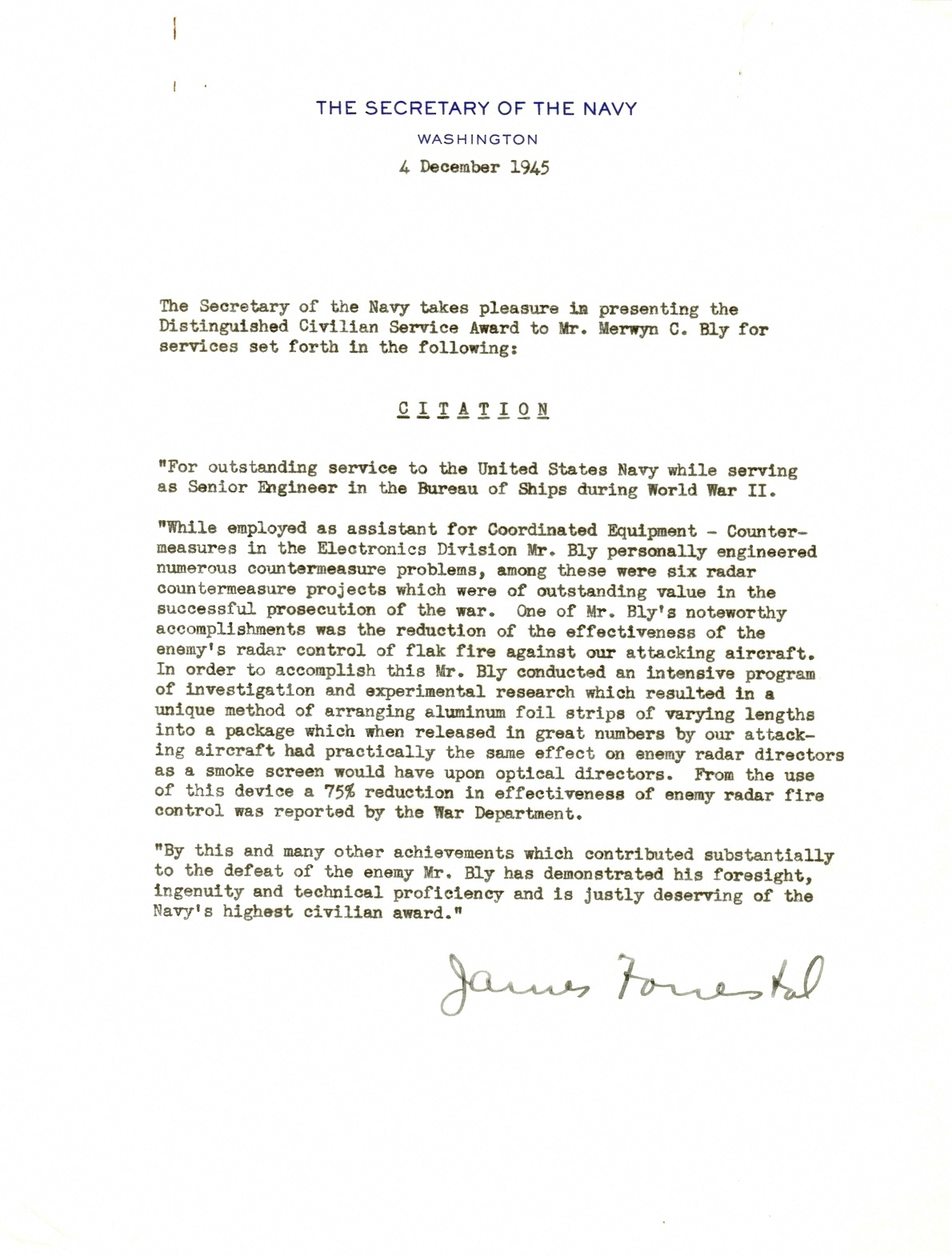
Scrisoare de la secretarul marinei, James Forrestal către Merwyn Bly

În Statele Unite chaff-ul a fost co-inventat de astronomul Fred Whipple și de inginerul maritim Merwyn Bly. Whipple a propus ideea celor de la Air Force, cu care lucra la acea vreme. Testele timpurii au eșuat, deoarece benzile de folie se lipeau unele de altele și cădeau ciorchine, rămânând fără efect. Bly a rezolvat acest lucru prin proiectarea unui cartuș care forța benzile să se frece de el pe măsură ce erau expulzate, obținând o încărcare electrostatică. Deoarece toate benzile aveau o încărcare similară, se respingeau reciproc, permițând un efect antiradar complet. După război, Bly a primit o distincție pentru munca sa. 
În Teatrul de operații din Pacific (Al Doilea Război Mondial), locotenentul comandant al Marinei, Sudo Hajime a inventat o versiune japoneză numită Giman-shi în traducere: „hârtie înșelătoare”. A fost folosit pentru prima dată cu oarecare succes la mijlocul anului 1943, în timpul raidurilor de noapte deasupra Insulelor Solomon. Cantitățile limitate de aluminiu necesar fabricării sale au limitat utilizarea ei. Pe 21 februarie 1945, în timpul bătăliei de la Iwo Jima, Giman-shi a fost folosit cu succes înaintea unui atac kamikaze asupra navei USS Saratoga. 

## Războiul pentru Insulele Falkland
Navele de război britanice din Războiul pentru Insulele Falkland (1982) au folosit din plin chaff-ul. 
În timpul acestui război, aeronavele britanice Sea Harrier nu aveau mecanismul convențional de lansare a chaff-urilor. Prin urmare, inginerii de la Royal Navy au proiectat un sistem de dispersie improvizat, ceea ce a permis stocarea a șase pachete de chaff-uri în puțul de frână de aer și să fie lansate în zbor. A fost adesea menționată ca „modificarea Heath Robinson ”, datorită complexității sale. 

## JAFF și CHILL
Una dintre calitățile importante ale acestei tehnici este aceea că chaff-ul este ușor, permițând transportarea de mari cantități. Urmarea este că, după lansare, acesta pierde rapid din viteză, apoi începe să cadă încet la sol. Din punctul de vedere al unui radar inamic, chaff-ul se atinge rapid viteza relativă zero. Radarele moderne folosesc efectul Doppler pentru a măsura viteza liniei de orizont a obiectelor și pot astfel distinge chaff-ul de o aeronavă, aceasta din urmă continuând să se deplaseze cu viteză mare. Acest lucru permite radarului să filtreze chaff-ul de pe afișajul. 
Pentru a contracara această filtrare, a fost dezvoltată tehnica JAFF sau CHILL . Aceasta folosește un aparat de bruiaj suplimentar pe aeronavă pentru a reflecta un semnal din norul de chaff cu frecvență adecvată pentru a se potrivi cu cea a aeronavei. Acest lucru face imposibilă utilizarea doar a deplasării Doppler pentru a filtra semnalul de pe chaff. În practică, semnalul este în mod deliberat zgomotos pentru a prezenta mai multe ținte false. 
În esență, tehnica JAFF este o momeală offboard cu costuri reduse, mutând bruiajul de la momeală la platforma de lansare și folosind chaff-ul ca reflector pentru a asigura o separare unghiulară. 